# Isla Seymour

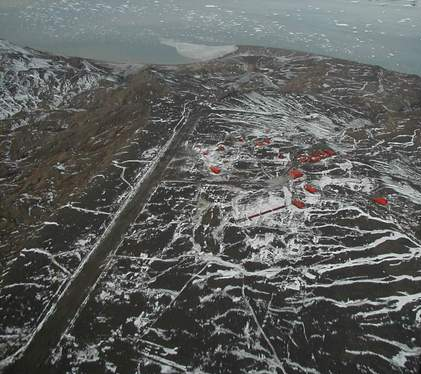
Vista aérea de la base Marambio.

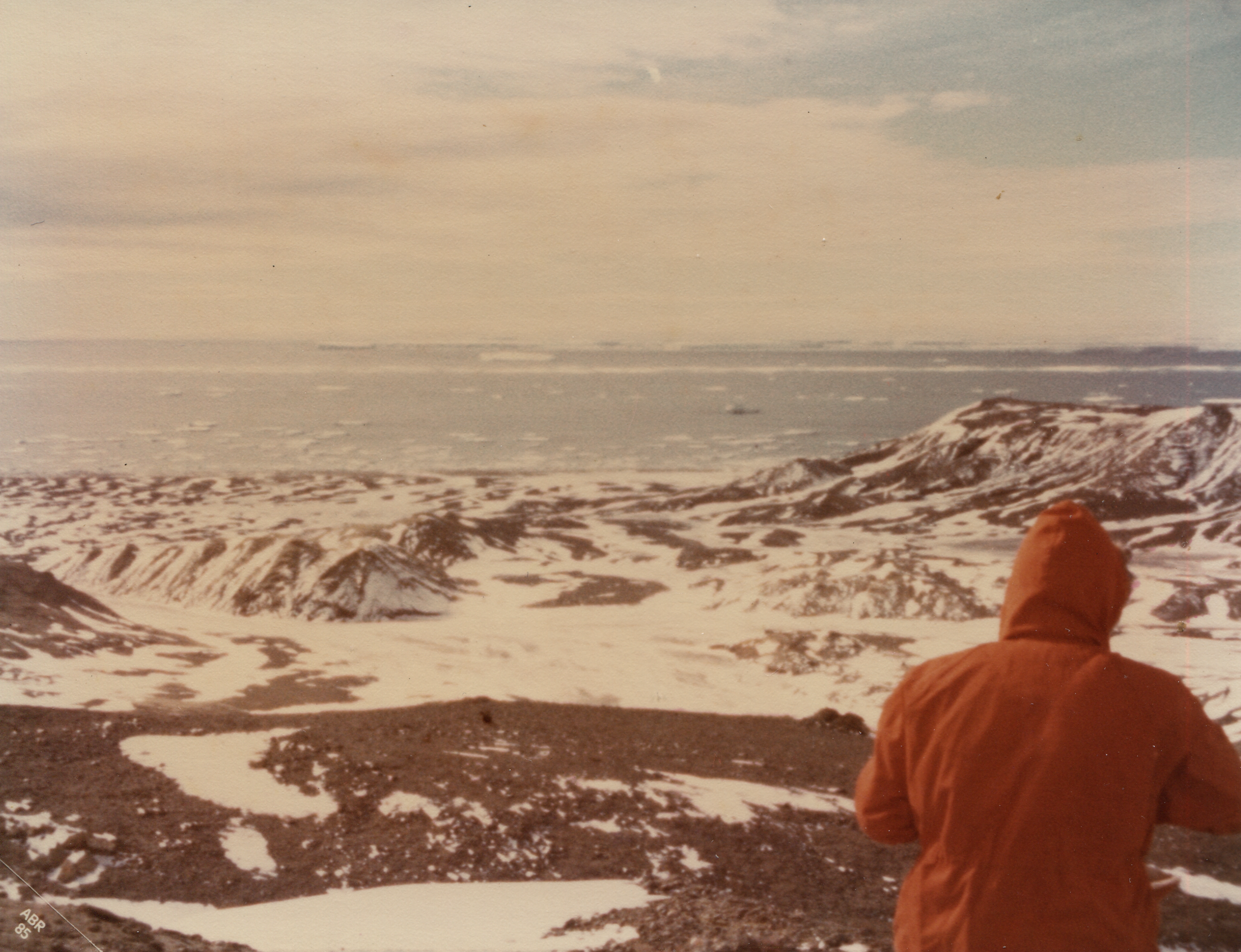
Paisaje de la isla en 1984.

La isla Marambio o Seymour es una de las 16 islas mayores situadas alrededor de la península Trinidad, extremo norte de la península Antártica, formando parte del grupo de la isla James Ross.

## Geografía
Se halla localizada al oeste de la península, al norte de la isla Cerro Nevado y al este de la isla James Ross, de la cual está separada por el estrecho Bouchard o paso Almirantazgo. Su extremo norte, el cabo Gorrochátegui (o cabo Wiman) constituye la boca sur del golfo Erebus y Terror en el mar de Weddell. Su extremo sur es el cabo Lamas (o Bello). Frente a su costa oeste se halla la pequeña isla Cockburn. En su costa norte se encuentra la caleta Oviedo, al noreste, y el cabo Bodman y la bahía López de Bertodano (o Venturino) al noroeste. En su costa sur se halla la bahía Fósiles, al sudoeste, y el área denominada Filo Negro, la punta Pingüino, y la bahía o fondeadero homónimo, al sudeste. Existe una elevación, denominada Loma Bill y dos valles, el cañadón Díaz y la quebrada Larga. Marcada con el número 8 en la imagen de la derecha.

## Toponimia
En cartas antiguas esta isla es señalada con el nombre Seymour, en homenaje a un marino inglés que frecuentó la zona a fines del siglo XIX. Desde 1956 la República Argentina cambió su denominación a isla Marambio en homenaje de uno de los pioneros de la aviación antártica, el vicecomodoro Gustavo Argentino Marambio, quien en 1952, desempeñándose como el primer jefe del estado mayor de la Fuerza Aérea en Tareas Antárticas (FATA), comandó la primera operación de la Fuerza Aérea Argentina en esas latitudes, sobrevolando la isla en busca de un lugar apto para la construcción de una pista de aterrizaje. Marambio falleció en un accidente aéreo el 12 de noviembre de 1953.

## Base Marambio
En esta isla se ubica la Base Marambio que pertenece a la República Argentina, de la cual es su principal base en la Antártida. La base fue inaugurada el 29 de octubre de 1969 (55 años), en la meseta central de la isla y cuenta con la primera pista aérea del continente antártico, de 1200 m de largo y 40 m de ancho, construida por la «Patrulla Soberanía» al mando del vicecomodoro Mario Luis Olezza. La base se sitúa en las coordenadas 64°14′S 56°37′O / -64.233, -56.617.
La base está plenamente equipada y opera durante todo el año estableciendo una población permanente que, durante el invierno antártico es de un promedio de 55 personas, que se incrementan a 150 en el verano. Los propósitos primarios de la base son científicos, realizándose observaciones y mediciones de rayos cósmicos, glaciología, propiedades ionosféricas, observaciones de la aurora y meteorológicas, además del monitoreo del ozono estratosférico.
El sitio tiene 27 edificios en un área total de 4278 m². Hay un centro médico equipado con equipos de rayos X atendido por un médico y tres paramédicos. La base obtiene energía de cuatro generadores y almacena 492 000 L de gas-oil ártico. Existe también una planta de tratamiento de aguas residuales.

## Clima
El promedio de temperaturas en la isla es de 1 °C durante el verano y −21 °C durante el invierno, pudiendo alcanzar −60 °C de sensación térmica, debido al viento helado. La cantidad anual de precipitación total entre agua y nieve fundida, es de 260 mm.

## Importancia paleontológica
Las rocas que componen la isla datan principalmente del Cretácico Superior al Eoceno. Las formaciones rocosas sucesivamente más jóvenes que se encuentran son la Formación López de Bertodano (del Cretácico al Paleoceno temprano), la Formación Sobral y la Formación Cañadón Díaz (Paleoceno) y la Formación La Meseta (Eoceno). La isla Seymour ha sido referida como la Piedra de Rosetta de la paleontología antártica, debido a la incomparable visión que proporciona a la historia geológica y paleontológica del continente.
En diciembre de 1882 el explorador noruego Carl Anton Larsen desembarcó en la isla desde su barco el Jason, encontrando fósiles de especies extintas.
El límite Cretácico-Paleógeno aflora en la isla en los niveles superiores de la Formación López de Bertodano. Una pequeña (pero significativa) anomalía de iridio se produce en el límite de la isla Seymour, como en las latitudes más bajas, que se cree que son las consecuencias del impacto ocurrido en Chicxulub, en el golfo de México. Directamente encima del límite se produce una capa de fósiles de peces desarticulados, víctimas de un ecosistema perturbado inmediatamente después del impacto. Múltiples informes han descrito evidencias de cambios climáticos en la Antártida antes de la extinción masiva. Con base en extensas colecciones de fósiles marinos de la isla, trabajos recientes han confirmado que un evento de extinción masiva único y grave ocurrió en este momento en la Antártida, al igual que en las latitudes más bajas.
Se han realizado en la isla estudios de muchos fósiles del período Eoceno, durante el que floreció un ecosistema con diversos biomas como resultado del clima templado del período. Entre las especies extintas estudiadas en la isla, se hallan pingüinos tales como Palaeeudyptes klekowskii y Archaeospheniscus wimani). En estratos del Eoceno Medio, astrapoterios, Astrapotheriidae, junto con algunas especies de litopternos y marsupiales didélfidos.
Un marsupial fósil de la extinta familia Polydolopidae se encontró en la isla en 1982. Esta fue la primera evidencia de que los mamíferos terrestres habían vivido en la Antártida. También se ha encontrado un miembro del extinto Gondwanatheria, posiblemente un Sudamerica ameghinoi.

## Reclamaciones territoriales
Argentina incluye a la isla en el departamento Antártida Argentina dentro de la provincia de Tierra del Fuego, Antártida e Islas del Atlántico Sur; para Chile forma parte de la comuna Antártica de la provincia Antártica Chilena dentro de la Región de Magallanes y de la Antártica Chilena; y para el Reino Unido integra el Territorio Antártico Británico. Las tres reclamaciones están sujetas a las disposiciones del Tratado Antártico.
Nomenclatura de los países reclamantes:
- Argentina: isla Marambio
- Chile: isla Seymour
- Reino Unido: Seymour Island